# トミーズ雅
トミーズ雅（トミーズまさ、1959年〈昭和34年〉12月24日 - ）は、日本のお笑い芸人、司会者、俳優、歌手、元プロボクサー。お笑いコンビ・トミーズのボケ（結成当初はツッコミ）担当。立ち位置は向かって右。本名は北村 雅英（きたむら まさひで）。
大阪府大阪市生野区巽出身。大阪市淀川区在住。血液型はA型。身長177 cm、体重80 kg。

## 来歴・人物
大阪府立住吉高等学校卒業、大阪経済大学経済学部中退。趣味はマラソン、料理、ゴルフ、ジェットスキー。既婚者で3女の父親。
漫才師になる前は進光ボクシングジム所属プロボクサーで、1979年西日本ミドル級新人王、最高ランクは日本スーパーウェルター級1位。13戦10勝(9KO)3敗の成績を残し、KO負はなかった。リングネームは本名をそのまま使用し、1981年5月28日に日本ジュニアミドル級王者堀畑道弘（協栄山神）に挑戦し、10R0-3の判定で敗れた後引退。後に演歌歌手となる山崎ていじと西日本ミドル級新人王決勝で1RKO勝や千里馬啓徳に6RKO勝がある。
1981年当時、同じく元プロボクサータレントの赤井英和とスパーリング対戦したときの鼻の骨折負傷が原因で長らく鼻呼吸に不便を抱えたまま放置していたが、32年後の2013年になってこれを整形治療する手術を受けた。
ボクサー引退後、アパートで一人暮らしをしているときに兄に薦められ吉本総合芸能学院（NSC）1期生の応募を知り、幼稚園からの幼なじみである三津田健（トミーズ健）を誘う。健と組む前は濱根隆と漫才コンビ「北村・濱根」を結成、素人名人会や1982年度の「今宮子供えびすマンザイ新人コンクール」決勝大会などに出場したがぱっとせず解散。同年に健とトミーズを結成、翌年6月にうめだ花月中席の「フレッシュコーナー」で初舞台を踏む。
2017年11月25日、せやねん!（毎日放送）で長女がアメリカ人男性と結婚することを報告。翌年3月20日（日本時間）には長女が第1子となる男児を出産しおじいちゃんとなった。
2019年11月18日に右頭部の動静脈瘻の手術を受け、23日に復帰。
2020年3月17日に早期の大腸癌の手術を受けたことを公表。転移はなかったこと、腹腔鏡手術で大腸を55cm切除したことを明かした。
2023年8月9日に発売したベリーグッドマンのベストアルバム「GOOD GOOD GOOD」に収録された「これからもよろしくな」でミュージックビデオに初出演。

## エピソード
- NSC時代に石焼き芋を軽トラックで売るアルバイトなどをしていた。
- 赤井英和とは同学年の間柄で親交があり、両者は『ごきげん!ブランニュ』（朝日放送テレビ）でも司会として共演していた。ただし、出会った当初は赤井のプロテスト不合格を願ったほど険悪であり、実際に赤井は不合格になった。『24時間テレビ 「愛は地球を救う」』（日本テレビ）で赤井は1996年、雅は2000年のチャリティランナーとして参加した。
- 後輩芸人から借金をお願いされることが多い。現在は大悟（千鳥）、濱家隆一（かまいたち）に金を貸しており、2014年には内海崇（ミルクボーイ）にも90万円を貸した。後に3人とも大ブレイクし、「雅から金を借りた芸人は売れる」と言われるようになった[7]。
- 同期の松本人志（ダウンタウン）とは共演がほとんどなく、実質的な共演NGとされている。松本曰く、ある時まで年上で頼りがいのある雅を兄のように慕っていたが、トミーズが漫才のコンテストで新人賞を受賞した途端に雅の態度が変わり、雅と距離をとるようになったという[8]。
- 初めてファンになった芸能人は西郷輝彦[9]。
- ベリーグッドマンの「これからもよろしくな」はベリーグッドマンのRoverとプライベートで食事した際に、雅の奥様や関わった全ての人に対する愛情深い人柄にRoverが感銘を受けてできた曲で、完成した際にベリーグッドマンのMOCAの提案で雅にミュージックビデオの出演依頼があり快諾した[6]。その縁でトミーズの出囃子が「これからもよろしくな」となる[10]。

## 出演

### バラエティ
- 夜はクネクネ（毎日放送）※無名時代
- 探偵!ナイトスクープ（ABCテレビ）
- M10（テレビ朝日）
- 新伍のワガママ大百科（毎日放送）
- どうぶつ奇想天外!（TBS）
- たかじんnoばぁ〜 （読売テレビ）
- たかじんnoどォ!（読売テレビ）
- 電脳☆GQバトラー!!（読売テレビ）
- 紺野美沙子の科学館（テレビ朝日）
- クイズ世界はSHOW by ショーバイ!! →新装開店!SHOW by ショーバイ!!（日本テレビ）
- すてきな出逢い いい朝8時（毎日放送）
- 黄金のレシピ（TBS）
- ベストタイム（TBS）
- なんじゃそら三人組（ABCテレビ）※旅情編はコンビで出演
- きらっと（ABCテレビ、ナレーター）
- 伊東家の食卓（日本テレビ）隔週
- スッキリ!!（日本テレビ）火曜
- ごきげん!ブランニュ（ABCテレビ、ナイトinナイト火曜→月曜）

### テレビドラマ
- ブスでごめんね！ (1994年)
- 京都のテミス女裁判官（ABCテレビ、土曜ワイド劇場） - 石塚修 役
- カーネーション（NHK総合ほか、連続テレビ小説） - 桝谷幸吉 役
- 煙霞 〜Gold Rush〜（WOWOW、連続ドラマW）
- 義母と娘のブルース謹賀新年スペシャル（TBS）
- 大阪環状線 Part3 ひと駅ごとのスマイル 第2話（2018年1月23日、関西テレビ） - 鈴木利春 役[11]

### ナレーション
- 美味彩菜→ココイロ（ABCテレビ）

### CM
- オリックス不動産「エクステラス日生中央・「e」なマン」（2010年）

### ラジオ
- Changeの瞬間 〜がんサバイバーストーリー〜（2022年3月13日・20日、朝日放送ラジオ）[12]

### 映画
●：オリジナルビデオ作品
- なにわ極楽会館（1996年）●
- 極道の妻たち 決着（けじめ）（1998年）
- 御法度（1999年） - 山崎烝役
- 極道の妻たち リベンジ（2000年）
- 悪名（2001年） - 伊吹屋 役
- 折り梅（2001年） - 菅野裕三 役
- 悪名2（2001年）● - 伊吹屋 役
- 花よりもなほ（2006年） - 奉行所の役人 役
- サイドカーに犬（2007年）
- ほしのふるまち（2011年）
- 神さまの言うとおり（2014年） - 殺人ダルマ 役（声の出演）
- あいあい傘（2018年） - 車海老貫一 役

### ミュージックビデオ
- ベリーグッドマン「これからもよろしくな」（2023年8月9日）[13]

## CD

### シングル
- わかってない（1995年9月21日） ※北村雅英名義
『スポーツうるぐす』（日本テレビ）オープニングテーマ
- キスしてキスして（1996年7月24日）
エーザイ『チョコラBB』CMソング
- いじめやんといて（1997年9月22日）
『なんじゃそら三人組』（ABCテレビ）エンディングテーマ

### アルバム
- MASA1（1997年9月22日）

## 書籍
- 雅か!?（1997年6月、主婦と生活社、ISBN 9784391120387）